# Bol'šaja Sigovaja
La Bol'šaja Sigovaja (in russo Большая Сиговая?; nel corso superiore Pravaja Bol'šaja Sigovaja) è un fiume della Siberia Occidentale, affluente di destra del fiume Eloguj (bacino dell'Enisej). Scorre nel Territorio di Krasnojarsk. 
Il fiume è formato dalla confluenza della Pravaja Bol'šaja Sigovaja con la Levaja Bol'šaja Sigovaja a sud della palude Bol'šaja Tundra a un'altitudine di 185 m. La sua lunghezza è di 171 km, l'area del bacino è di 1 680 km². Scorre prima in direzione meridionale poi verso ovest e infine verso nord. Sfocia nel fiume Eloguj a 108 km dalla foce.